# Alamosa East (Colorado)
Alamosa East es un lugar designado por el censo ubicado en el condado de Alamosa en el estado estadounidense de Colorado. En el Censo de 2010 tenía una población de 1458 habitantes y una densidad poblacional de 251,66 personas por km².

## Geografía
Alamosa East se encuentra ubicado en las coordenadas 37°28′38″N 105°50′31″O / 37.47722, -105.84194. Según la Oficina del Censo de los Estados Unidos, Alamosa East tiene una superficie total de 9.32 km², de la cual 9.32 km² corresponden a tierra firme y (0%) 0 km² es agua.

## Demografía
Según el censo de 2010, había 1458 personas residiendo en Alamosa East. La densidad de población era de 251,66 hab./km². De los 1458 habitantes, Alamosa East estaba compuesto por el 72.7% blancos, el 0.21% eran afroamericanos, el 2.54% eran amerindios, el 0.89% eran asiáticos, el 0% eran isleños del Pacífico, el 17.9% eran de otras razas y el 5.76% pertenecían a dos o más razas. Del total de la población el 54.12% eran hispanos o latinos de cualquier raza.